# Claudia Drake
Pour les articles homonymes, voir Drake.
Claudia Drake, née le 30 janvier 1918 à Los Angeles et morte dans cette ville le 19 octobre 1997, est une actrice et chanteuse américaine.

## Biographie
Claudia Drake est apparue dans un certain nombre de films de série B dans lesquels elle a tenu aussi bien des rôles de premier plan que des rôles de soutien. Elle est connue pour avoir joué dans le film noir Détour d'Edgar Georg Ulmer sorti en 1945.

## Filmographie partielle

### Au cinéma
- 1933 : Prologues (Footlight Parade) de Lloyd Bacon et Busby Berkeley : Chorus Girl
- 1941 : No Greater Sin (en) de William Nigh : Flo
- 1942 : Flying with Music de George Archainbaud : Jill Parker
- 1942 : Quelque part en France de Jules Dassin
- 1943 : Border Patrol (en) de Lesley Selander : Inez La Barca
- 1943 : False Colors (en) de George Archainbaud : Faith Lawton
- 1943 : Campus Rhythm (en) d'Arthur Dreifuss : Cynthia Walker
- 1944 : Enemy of Women : Maria Brandt
- 1945 : The Lady Confesses : Lucille Compton
- 1945 : Bedside Manner (en) d'Andrew L. Stone : Tanya Punchinskaya
- 1945 : Why Girls Leave Home de William Berke : Marianna Mason
- 1945 : Détour d'Edgar Georg Ulmer : Sue Harvey
- 1945 : The Crimson Canary (en) de John Hoffman (en) : Anita Lane
- 1946 : Live Wires (en) de Phil Karlson : Jeanette
- 1946 : The Face of Marble (en) de William Beaudine : Elaine Randolph
- 1946 : The Gentleman from Texas (en) de Lambert Hillyer : Kitty Malone
- 1946 : Lawless Breed (en) de Wallace Fox : Cherie
- 1946 : Lone Star Moonlight (en) de Ray Nazarro : Mimi Carston
- 1946 : Renegade Girl (en) de William Berke : Mary Manson
- 1947 : The Return of Rin Tin Tin (en) de Max Nosseck : Mme Graham
- 1948 : Lady at Midnight : Carolyn 'Sugar' Gold
- 1948 : Indian Agent : Torquoise
- 1949 : The Cowboy and the Indians : Lucy Broken Arm
- 1952 : The Pace That Thrills : Pearl
- 1953 : Northern Patrol : Oweena
- 1954 : Day of Triumph : Martha
- 1957 : Calypso Joe : Astra Vargas